# Alpine A220
L'Alpine A220 est un prototype conçu pour courir en endurance de 1968 à 1969. Elle a été développée afin d'exploiter un nouveau moteur Renault Gordini V8 de 2 986 cm3. Le but est alors la victoire au classement général des 24h du Mans, après les nombreuses victoires de catégorie et à l'indice de performance obtenues par Alpine-Renault. Elles vont courir en parallèle avec les Alpine A210 équipées de moteur 4 cylindres, qui continuent d'être engagées dans les catégories inférieures. 
Le développement de ce nouveau moteur V8 a été effectué en partenariat avec Gordini. Il a été utilisé auparavant de façon non concluante sur une caisse d'A210 modifiée (sous le nom de Alpine A211), celle-ci n'ayant pas été conçue pour un moteur aussi lourd.